# Verrières (Orne)
 Verrières  es una población y comuna francesa, en la región de Baja Normandía, departamento de Orne, en el distrito de Mortagne-au-Perche y cantón de Nocé.

## Demografía
| 495 | 445 | 317 | 336 | 351 | 383 |
| Para los censos de 1962 a 1999 la población legal corresponde a la población sin duplicidades (Fuente: INSEE [Consultar]) |     |     |     |     |     |